# Шевење
Шевење (фр. Chevaigné) насеље је и општина у северозападној Француској у региону Бретања, у департману Ил и Вилен која припада префектури Рен.
По подацима из 2011. године у општини је живело 1840 становника, а густина насељености је износила 178,12 становника/km². Општина се простире на површини од 10,33 km². Налази се на средњој надморској висини од 65 метара (максималној 90 m, а минималној 32 m).

## Демографија
| 1962. | 1968. | 1975. | 1982. | 1990. | 1999. | 2011. |
| ----- | ----- | ----- | ----- | ----- | ----- | ----- |
| 660   | 705   | 773   | 972   | 1.335 | 1.620 | 1.840 |

График промене броја становника у току последњих година